# Alta GP
L'Alta GP è una monoposto costruita dalla casa britannica Alta che gareggiò nelle stagioni 1948 e 1949 di Formula Grand Prix e nelle stagioni 1950 e 1951 del Campionato mondiale di Formula 1.

## Storia del progetto
L'Alta GP nacque nel 1948, come punto di arrivo di una serie di progetti ed idee che il suo progettista, Geoffrey Taylor, aveva sviluppato alla fine degli anni trenta e portato avanti nel corso della seconda guerra mondiale. A differenza di altri team privati del periodo, ogni componente della vettura era realizzato internamente, motore compreso.
Il motore in questione era un 4 cilindri in linea da 1.488 cm³ sovralimentato con un compressore volumetrico a due stadi, capace di erogare 230 hp a 7000 rpm.
Anche il disegno delle sospensioni era originale e progettato da Taylor.
La vettura, che subì diverse evoluzioni nel corso degli anni, si rivelò comunque sempre poco affidabile sulle lunghe distanze.

## Formula Grand Prix
Nel 1948 l'Alta GP prese parte al Gran Premio di Svizzera. Portata in gara dal britannico George Abecassis, partì dalla 12ª posizione ma fu costretta al ritiro.
Nel 1949 la vettura subì una prima evoluzione. Sulla cosiddetta Alta GP2 il vecchio telaio, un progetto risalente all'anteguerra, fu rimpiazzato da uno nuovo di tipo tubolare, che consentì di montare una carrozzeria più aerodinamica, che abbandonava il vecchio design '"sigariforme" in favore di un disegno a "goccia".
Anche le sospensioni furono rinnovate, il nuovo progetto combinava le precedenti, sviluppate da Taylor, con quelle del tipo a "quadrilatero".
Durante la stagione 1949 il 14 maggio prenderà parte, sempre con Abecassis al volante, al Gran Premio di Gran Bretagna, ottenendo il 18º posto. Il 19 giugno, al Gran Premio del Belgio, ottenne il 7º posto col britannico Geoff Crossley. Con Abecassis prese parte al Gran Premio di Francia,  corso il 17 luglio, ma al 17º giro la vettura fu costretta al ritiro per problemi al cambio. Al BRDC International Trophy, corso il 20 agosto, con Crossley al volante concluse al 20º posto.
Al Gran Premio di Zandvoort, gara extra-campionato, fu portata in gara da Crossley, che fu costretto al ritiro al 25º giro per problemi di surriscaldamento.

## Formula 1
Nel 1950, anno in cui debuttò il nuovo Campionato mondiale di Formula 1, la Alta GP fu sottoposta a nuove modifiche. Sull'Alta GP3 la potenza del motore fu portata da 230 a 250 hp, erogati sempre a 7000 rpm, mentre il peso scese da 650 a 610 kg. La velocità massima passò da 245 a 250 km/h.
Durante la questa prima stagione di gare la vettura prese parte a sole 2 gare valide per il campionato e, come negli anni precedenti, fu schierata sempre con team privati. Al Gran Premio di Gran Bretagna, prima prova di campionato, presero parte due vetture, portate in gara da Crossley e Kelly. Crossley, partito dalla 17ª posizione, al 43º giro fu costretto al ritiro per il cedimento della trasmissione.
Kelly, partito dalla 19ª posizione, giunse al traguardo non riuscendo però a classificarsi.
Al Gran Premio del Belgio, quinta prova del campionato, prese parte solo una vettura, pilotata da Crossley. Partito dal 12º posto, concluse la gara in 9ª posizione.
Nella stagione successiva la vettura prese parte al solo Gran Premio di Gran Bretagna con Kelly al volante. Partito dalla 18ª posizione, il pilota britannico non riuscì a classificarsi.
Sempre nel biennio 1950-51 l'Alta GP prese parte a diverse gare extra-campionato. Al BRDC International Trophy del 1950 fu portata in gara da Kelly, che fu costretto al ritiro durante il corso della seconda batteria, non riuscendo così ad accedere alla finale. Al BRDC International Trophy del 1951, sempre con Kelly al volante, la vettura ottenne il 14º posto nella prima batteria, ma durante la finale non riuscì a classificarsi.
Nello stesso anno e sempre con Kelly prese parte anche all'Ulster Trophy, ma la vettura fu costretta al ritiro al 6º giro per problemi al motore.

## Risultati
| Anno | Team           | Motore  | Gomme | Piloti   |     |  |  |  |   |  |  | Punti | Pos. |
| ---- | -------------- | ------- | ----- | -------- | --- |  |  |  | - |  |  | ----- | ---- |
| 1950 | Pilota privato | Alta L4 | D     | Crossley | Rit |  |  |  | 9 |  |  | 0     |      |
| 1950 | Pilota privato | Alta L4 | D     | Kelly    | NC  |  |  |  |   |  |  | 0     |      |

| Anno | Team           | Motore  | Gomme | Piloti |  |  |  |  |    |  |  |  | Punti | Pos. |
| ---- | -------------- | ------- | ----- | ------ |  |  |  |  | -- |  |  |  | ----- | ---- |
| 1951 | Pilota privato | Alta L4 | D     | Kelly  |  |  |  |  | NC |  |  |  | 0     |      |